# 新贵人 (乾隆帝)
新貴人（？—1775年7月10日），姓氏及出身均不詳，清朝乾隆帝之貴人。

## 生平
生年不詳，生辰為八月初十日。乾隆二十七年六月二十七日，初封為新常在。新常在信奉喇嘛教，並且與豫妃博爾濟吉特氏關係密切，可能是她的親族:416。乾隆三十八年十二月二十日，豫妃去世，檔案稱「孝例，新常在吉安所穿孝，日用黑炭二十觔，柴二十觔，宮內給」。
乾隆四十年（1775年）五月或之後，晉封為新貴人。六月十三日卯時，新貴人在熱河薨逝，同日巳時奉入金棺，六月十四日辰時，新貴人金棺奉移靜安莊，安奉於碧峯門新造宅舍。同年十月初九日，呈覽新貴人遺物。乾隆四十九年九月初八日，葬入裕陵妃園寢。